# 直撃! 地獄拳
『直撃! 地獄拳』（ちょくげき! じごくけん、The Executioner）は、1974年の日本映画。主演：千葉真一、監督・脚本：石井輝男、製作：東映、カラー・シネマスコープ、87分。『地獄拳シリーズ』の第一作。

## 概要
1973年の『ボディガード牙シリーズ』と1974年の『殺人拳シリーズ』で世界に空手ブームを起した千葉真一が、忍者の末裔・拳法・空手の達人である暗殺者の主人公になり華麗でスピーディなアクション・空手・忍術を駆使し、国際麻薬組織の殲滅を描いた娯楽大作である。欧米では空手とカンフーの区別がなく、それまでの「空手 = ブルース・リー」というイメージから、欧米での一般的な認識が「空手 = 千葉真一」に代わり、一大ブームが起きた。本職の空手家らも「Sonny Chibaの空手は本物」という評価をし、それが定着していくこととなる。
脇役には主人公の相棒に佐藤允と郷鍈治、3人の雇い主に池部良、その姪に中島ゆたか、悪役に津川雅彦、主人公の父親に水島道太郎らのほか、ボクシング・キックボクシングから現役引退直後のWBA世界フェザー級王者・西城正三と、香港のカンフー映画で活躍して本作が日本映画復帰第一作目となった倉田保昭が加わり、錚々たるメンバーがキャスティングされている。主人公の少年時代に、当時14歳の真田広之が配役された。

## ストーリー
私立探偵の甲賀龍一は、新宿で見ず知らずの恵美にいきなり「死刑囚の桜一郎を脱獄させてほしい」と唐突に依頼される。叔父である嵐山の命により、甲賀をスカウトしにきたのだ。非合法かつ報酬も微々たるものだったのでいったん断るが、金を上積みされた甲賀は訝しがりながらも、経営難の探偵事務所を立て直すために止む無く引き受ける。桜を脱獄させた甲賀は、恵美から指定された待ち合わせ場所に向かう。そこには警視総監だった嵐山とその部下だった麻薬課の元刑事・隼猛が待っていた。隼と嵐山は国際麻薬密輸組織の捜査中に、多くの刑事が殉職した責任を取り辞職していた。嵐山は甲賀のほかに、部下の嵐山、脱獄させた桜の3人で国際麻薬密輸組織を撲滅させようと目論んでいた。真の依頼人である嵐山に引き合わされた甲賀は報酬を貰ってこれ以上、関わらないよう去ろうとする。嵐山から引き続きマフィア撲滅の依頼をされるが、一旦断るものの、報酬を倍増すると言われ、借金解消のために仕事を受ける。
組織は某国駐日大使の娘・マーガレットの外交特権を利用して麻薬の運び屋にし、日系人実業家・マリオ水原の所有する山荘に隠匿、偽装パーティを開いて売買する手口をとっていた。成功報酬は麻薬の分量に応じた末端価格分、前金はなしという厳しい条件であったが、奪った麻薬を持ち逃げして独自に売りさばく思惑を抱いた甲賀と、恵美の色仕掛けの口約束に乗った桜は仕事を引き受けることに決める。
3人はまず組織の連絡場所であるナイトクラブに潜入し、麻薬を隠したマーガレットのハンドバッグを奪うことに成功したほか、一味が取引のために香港に向かっている間に、日本在住の組織の殺し屋たちをことごとく倒した。これを受けた水原は、ニューヨークで強力な用心棒たちを新たにスカウトし、マーガレットの父親が離任する前の最後の大仕事として、200億円分の大量の麻薬取引計画を実行する。組織はブリーフケース1個に大量の麻薬を隠し、用心棒を連れて日本に帰国した。甲賀と桜は尾行のすえ水原のアジトをつきとめた。甲賀が用心棒たちを引きつけている間に桜がブリーフケースを奪う計画だったが、甲賀はアジト内に仕掛けられた催眠ガスのために眠らされて捕まり、リンチを加えられる。
忍法の呼吸法でなんとか回復した甲賀は、立ち並ぶ手下たちの肩を飛ぶように走り、自分を庇ったブレーザー西山を助ける。そして群がる用心棒と大勢の手下を次々倒していく。倉山田の支援で隼も合流し、勝手に麻薬を奪い去ろうとする桜を捕まえ、甲賀と隼はブリーフケースを確認すると、偽物が入っていた。甲賀と隼は本物の麻薬を持って逃げる水原とマーガレットを追い詰める。水原は「私を倒してもマフィアは絶えない」と告げるなり、サーベルで自身とマーガレットの体を貫き、ブリーフケースもろとも崖下の海に消えた。報酬が不意になったことで甲賀は隼に詰め寄るが、隼は「またチャンスはある。野郎は『マフィアは絶えない』と言ってたじゃないか」と答え、たばこを差し出して大笑い。甲賀は割に合わないとしかめっ面をしながら、たばこに火をつけた。

## キャスト

### 出演者
※クレジットタイトル順
- 千葉真一 - 甲賀龍一

甲賀忍法宗家第二十四代の嫡子。幼少期に両親を亡くし、滋賀の甲賀の山奥で祖父・甲賀白雲斎に引き取られ、甲賀忍法を長年、修行してきた。しかし現代で忍法が必要と思えず、成人すると、祖父の元を離れ、東京へやってくる。
甲賀探偵事務所を営むが、探偵で生活できず、借金苦にあえいでいたおり、新宿で恵美に声をかけられて引き受けた仕事がきっかけで麻薬組織の殲滅に関わることとなる。
甲賀忍法による技と身のこなしは素早く敏捷性高いので、刑務所でもどこでも簡単に忍び込む。殴打技・蹴り技の破壊力も強烈で、敵味方が恐れおののき、ヌンチャクも使いこなす。事件解決に大活躍する。
- 佐藤允 - 隼猛

警視庁麻薬課刑事だったが、強引な捜査で部下を死なせた責任をとり辞職し、遺族への慰謝料を稼ぐために一匹狼の殺し屋となった。日本真伝拳法館の師範でもあり、素手による殺人術の使い手。同じく辞職した嵐山と復讐計画を練る。
- 西城正三（元・世界フェザー級チャンピオン） - ブレーザー西山

プロボクサーだったが、リング上で5人を死なせ、ボクシング界を追放された。ニューヨークマフィアの用心棒だったところを、水原にスカウトされる。甲賀とは正々堂々闘いたかったが、薬で眠らされた甲賀をリンチする組織に嫌気がさし、拒む。水原はこの態度を決して許さず、制裁として目を切りつけ、西山を失明に追い込む。他の用心棒らに次々叩きのめされ、瀕死となり、甲賀が助けに入った時は「1対1で闘いたかった」と言い残し、息を引き取る。
- 中島ゆたか - 恵美

嵐山の姪。容姿端麗な女性だが、ハッキリな物言いをし、甲賀の探偵事務所が経営難であることを遠慮なく指摘する。好色な桜一郎が言い寄るも、けんもほろろで相手にしない。甲賀たちと嵐山の連絡係を務める。
- 津川雅彦 - マリオ水原

麻薬密輸を仕切るニューヨークマフィアの総支配人。ステッキに仕込んだサーベルが武器。甲賀らに追い詰められ、自害。
- 郷鍈治 - 桜一郎

日本伝合気道場の師範だったが、粗暴な性格が災いし、放浪生活の果てに殺人を犯して、死刑囚となった。嵐山の指示により、甲賀龍一の手助けで脱獄させられ、刑務所に戻りたくないので、止む無く加わる。筋骨隆々で鍛えられているが、甲賀と隼から「トンチキ」と呼ばれ、好色なため、恵美には煙たがられている。
- 水島道太郎 - 甲賀白雲斎

甲賀龍一の祖父。甲賀忍法師範。孫の龍一を幼少のころから鍛えて、一人前の跡取りにしようと日々鍛錬させてきた。技法だけなく、精神的にも甲賀忍法の何たるかを龍一に指導してきた。
- 名和宏 - 親分

隼に殺害される前、依頼した五竜会会長も同じように暗殺してほしいと隼に言い、殺害される。
- 白石襄 - ジャガー光田

水原の手下のサングラスの男。倉山田と対決し、同士討ちとなる。
- 安岡力也 - ローンウルフ

ニューヨークから新たにやってきた組織の用心棒。闘拳チャンピオン。甲賀に倒される。
- 室田日出男 - ボス（五竜会会長）

親分殺しの依頼主。彼から報酬を受け取った隼は親分の依頼通り、暗殺する。
- 芹明香 - 親分の情婦

隼に色仕掛けで命乞いし、大金をもらって助かる。
- 日尾孝司 - 陳文昌

水原の取引相手のひとり。華僑系ギャングの大物。
- 下沢広之 - 甲賀龍一（少年時代）
- 土山登士幸 - 手下
- 原田力 - クレージー・ハーディ

組織の用心棒で、水原の最側近。怪力を持つ。甲賀と対決し敗れる。
- 斎藤一之 - 毛

組織の用心棒。
- 河合絃司 - 日本真伝拳法館 館長

隼と倉山田の師匠。隼の計画を知り、破門を言い渡す。
- 伊達弘 - 監守長
- 青木卓司 - 監守
- 中条文秋 - 刑事
- 沢田浩二 - 監守
- ジョージ・ユリキアン - レオーネ

シチリア出身の殺し屋で、ニューヨークマフィアの用心棒。ローンウルフに耳を噛みちぎられる。演じたユリキアンは「レバノン空手チャンピオン」。
- ヤン・ハーマンソン - コンドル

組織の用心棒。甲賀に倒される。演じたハーマンソンは「元中部アジアプロレスチャンピオン」。
- ウイリー・ドーシー - ルーイン

組織の用心棒。嵐山の命で、ルーイン宅に忍び込んた甲賀に倒される。
- ユセフ・オスマン - マフィアの一員

組織の用心棒。倉山田に倒された。
- ジューン・ヘラー - カリー

組織の用心棒。倉山田と対決し敗れる。演じたヘラーは「インド少林源流」。
- バート・ヨハンソン - カローネ

組織の用心棒。ターバンがトレードマーク。事前情報を察知した桜に寝込みを襲われ倒される。演じたヨハンソンは「ペルシャ古武術師範」。
- アネット・プリンガー - マーガレット

ラテンアメリカ某国の大使令嬢。口を利くことができない。水原に籠絡されて情婦となり、麻薬の運び屋に仕立て上げられた。水原のサーベルに水原もろとも体を貫かれ死亡。
- リィットワ・ルミオ - ニューヨークマフィアのボス
- ジャパン・アクションクラブ (JAC)
- 亀山達也
- 高月忠 - 子分
- 大泉公孝 - 子分
- 工藤武
- 横山繁 - 子分
- 溝口久夫 - 子分
- 木村修 - 警官
- 清水照夫 - 子分
- 比良元高
- 畑中猛重 - 子分
- 城春樹 - 子分
- 宮地謙吾 - 刑事
- 倉田保昭（特別出演） - 倉山田

日本真伝拳法館後継者。隼の後輩でその依頼に応じ、破門覚悟でマフィア壊滅計画に参加する。ローンが残っている車を隼に貸すのを渋っている。
- 池部良（特別出演） - 嵐山

警視総監だったが、隼の捜査によって6人の刑事が死んだ責任を取り、辞職。その後独自に復讐計画を練り、隼を呼び戻し、甲賀・桜をスカウトする。自身も武道の心得があり、襲ってきた桜を座ったまま簡単に投げ飛ばした。

### ノンクレジット
- 団巌ゴールデン・タイガー -

組織の用心棒。
- 高橋健二 - 刑事・手下・門下生
- 栗原敏、井上誠吾 - 手下
- 山田光一、美原亮三 - 警察幹部

## スタッフ
※クレジットタイトル順
- 監督 - 石井輝男
- 企画：矢部恒・坂上順
- 脚本 - 石井輝男
- 撮影 - 山沢義一
- 録音 - 小松忠之
- 照明 - 川崎保之丞
- 美術 - 藤田博
- 音楽 - 鏑木創
- 編集 - 祖田冨美夫
- 助監督 - 橋本新一
- 記録 - 山内康代
- 擬斗 - 日尾孝司
- スチール - 加藤光男
- 進行主任 - 東一盛
- 忍法指導 - 初見良昭
- 装置 - 井保国夫
- 装飾 - 米沢一弘
- 美粧 - 入江荘二
- 美容 - 石川靖江
- 衣裳 - 長谷稔
- 演技事務 - 山田光男
- 現像 - 東映化学
- 協力 - ホテル マウント冨士

## 製作
石井輝男は千葉真一の特技である器械体操や極真空手の技量を生かし、忍術を初見良昭に指導してもらい具体性を実現する一方で、ストーリーの端々にユーモアとギャグをふんだんに散りばめ、ダイナミックなアクションや格闘にコメディを織り交ぜた作品へ仕上げた。
甲賀龍一（千葉真一）が茶と白のストライプジャケットを羽織り、新宿副都心で恵美（中島ゆたか）にスカウトされるシーンは、『新幹線大爆破』の劇場予告編に流用されており、同作で千葉は新幹線の運転士に配役されているので、映像と内容にギャップが生じている。
WBA元世界フェザー級王者・西城正三の出演経緯は、1974年春に来日した香港の映画関係者が『激突! 殺人拳』を観て「カラテの恰好だけにこだわるマガイもの」と発言し、東映の関係者を激怒させたことが切っ掛け。しかしながら東映も本物のアクションスターの必要性を感じ、俳優の一夜漬けの"演技"では出せない"本物の迫力"を期待し西城に目を付けた。二枚目ふうの甘いマスクもあり折からのカラテ・ブームに便乗し、西城をニュー・スターとして売り出せないかと算段。東映は安藤昇をスターに仕上げた前科もあり、"本物"を扱わせれば抜群の実績を持つだけに、西城が現役時代に在籍した協栄ジムを通して打診したところ、西城から即座にOKが出た。当時西城は目黒にレストランとマンションを経営し、事業家として成功していたため、お金に困っていたわけではなかったが、派手好きな性格から大喜びで出演を快諾した。本作の1974年春の時点での題名は『必殺殺人拳』だった。

## 興行
日本では1974年度に4億1700万円の配給収入を上げ、同年度の日本映画配給収入ランキング第5位に入り、アメリカ合衆国では『The Executioner 』というタイトルで1999年現在、10万本以上のビデオが売れてシリーズ化された。
キャッチコピーは、「超人空手《千葉》 鉄拳ドラゴン《倉田》 殺人パンチャー《西城》 地獄に落ちるのは誰！？殺人仕掛人3人が日本に集結！！」。